# Ammotrypane dubia
Ammotrypane dubia är en ringmaskart som beskrevs av Maurice Caullery 1944. Ammotrypane dubia ingår i släktet Ammotrypane och familjen Opheliidae. Inga underarter finns listade i Catalogue of Life.